# Horizonte (hr)
horizonte war ein Gesellschafts- und Glaubensmagazin im Fernsehprogramm des Hessischen Rundfunks.

## Rahmenbedingungen und Inhalte
Derzeitiger Sendeplatz ist samstags um 17:00 Uhr sowie sonntags um 09:30 Uhr im hr-fernsehen. Dabei existiert die Sendung in zwei Formaten: samstags werden unter dem Titel „horizonte“ Film-Features zu einem bestimmten Thema aus dem Bereich Gesellschaft, Glaube, Religion und Spiritualität ausgestrahlt, die meist mit einer kurzen Anmoderation eingeleitet werden. Dabei sind die Filme oftmals von anderen (ARD-)Anstalten zugekauft.
Sonntags morgens hat die Sendung „horizonte“ das Format einer Gesprächsrunde. Moderiert wird die Sendung von Meinhard Schmidt-Degenhard, der mit einem oder mehreren Gästen zu einem der oben angesprochenen Themen im Studio diskutiert. Hierbei unterstützen ihn oftmals Einspielfilme, in einigen Sendungen wird auch das „Call-In“-Format genutzt, bei dem Zuschauer per Telefon mitdiskutieren können.
Auch wenn sich das Magazin nach wie vor als Glaubensmagazin versteht, beschränken sich die Inhalte mittlerweile nicht mehr auf Themen, die mit Religion und Spiritualität unmittelbar im Zusammenhang stehen. Neue ethisch-moralische Diskussionen etwa im Bereich der Biotechnologie oder der Hirnforschung sind so zum Beispiel regelmäßig Gegenstand der Sendungen.

## Geschichte
Die erste „horizonte“-Sendung wurde am 2. Februar 1975 ausgestrahlt. Initiator war der damalige Redaktionsleiter und Moderator Carl Bringer. Am 1. September 1986 übernahm Meinhard Schmidt-Degenhard die Redaktionsleitung und auch die Moderation. Er stieg mit der 99. Sendung ein und präsentiert „horizonte“ bis heute. Zusammen mit dem stellvertretenden Redaktionsleiter Ilyas Mec und einem rund sechsköpfigen Team produziert er Sendungen für das hr-fernsehen und für Das Erste. Die letzte Sendung wurde am 3. Dezember 2016 ausgestrahlt, thematisierte das Thema Vertrauen in Parteien, Kirche und Medien und interviewte u. a. Erich Pipa, Hans-Jürgen Wirth und Johannes Hillje.